# Jorga (Nördliche Dwina)
Die Jorga (russisch Ёрга) ist ein rechter Nebenfluss der Nördlichen Dwina in der Oblast Archangelsk in Nordwestrussland.
Der Fluss fließt in überwiegend westlicher Richtung durch den Verwaltungsbezirk Werchnjaja Toima.
Er trifft schließlich 5 km südlich von Dwinskoi bei Flusskilometer 526 auf das östliche Flussufer der Nördlichen Dwina.
Die Jorga hat eine Länge von 159 km. Sie entwässert ein Areal von 1660 km².
Der Fluss wird hauptsächlich von der Schneeschmelze gespeist.
Im Mai führt der Fluss gewöhnlich Hochwasser.